# Boxhagener Platz (Film)
Boxhagener Platz ist eine deutsche Tragikomödie von Regisseur Matti Geschonneck aus dem Jahr 2010. Es ist die Literaturverfilmung des gleichnamigen Romans aus dem Jahr 2004 von Torsten Schulz, der auch das Drehbuch verfasste.

## Handlung
Die Handlung spielt im Jahr 1968 in der Gegend um den Boxhagener Platz in Ost-Berlin. Holger besucht häufig seine Großmutter Otti Henschel, weil sich seine Eltern, die Friseurin Renate und der Volkspolizist Klaus-Dieter, häufig streiten. Otti hat im Laufe ihres Lebens schon mehrere ihrer Partner überlebt, als sie auf dem Friedhof mit dem ehemaligen Spartakusbund-Kämpfer Karl Wegner anbändelt und sich in ihn verliebt. Sie versucht dies ihrem aktuellen Partner Rudi zu gestehen, der aber stirbt kurz darauf.
Auch der Fischhändler Winkler interessiert sich für Otti. Die nimmt zwar seine Fischgeschenke, zeigt ihm aber sonst die kalte Schulter. Kurz darauf wird Fisch-Winkler, der in seinem Laden auch Bier verkauft, erschlagen aufgefunden.
Die ermittelnde Volkspolizei verhaftet Karl Wegner unter Handgreiflichkeiten gegen den Vater während der Weihnachtsfeier der Familie. Karl gesteht, dass er mit einer Bierflasche in eine Rangelei zwischen Fisch-Winkler und Rudi eingegriffen hat. Nachdem er Otti und Holger einen letzten Brief geschrieben hat, stirbt Wegner in seiner Zelle an Herzversagen.
Holger ist fasziniert von Karls Geschichten und auch Lügen über dessen idealistischen wahren Sozialismus und den damit einhergehenden Kampf. Das bringt ihn im Politunterricht in der Schule in Probleme. Holgers Freund Burkhard nutzt solche Entwicklungen und hängt seinem gewalttätigen Vater Flugblätter gegen die Prager Besetzung an, um ihn loszuwerden.

## Kritiken
„Boxhagener Platz ist eine muntere Hommage an kleine Leute mit großen Sorgen und Hoffnungen – so viele Käuze und schräge Typen waren lange nicht mehr in einem einzigen Film versammelt. […] Wunderbare Milieustudie zwischen Liebesfilm, Hinterhofkrimi und Anti-Ostalgie.“

„Rund um den Boxhagener Platz in Ostberlin entfaltet sich ein Panorama kleinbürgerlicher Existenzen im Jahr 1968: Während im Westen die Jugendrevolte tobt, arrangieren sich hier Altnazis wie linke Idealisten, Kritiker wie Mitläufer mit dem DDR-Regime. Im Mittelpunkt stehen eine resolute Großmutter, Familienverstrickungen und ein rätselhafter Mord. Der vorzüglich gespielte ‚Heimatfilm‘ lässt das damalige Lebensgefühl lebendig werden, wobei das Politische weitgehend im Privaten aufgelöst und ein pointiert unterhaltender Ton angeschlagen wird.“

„Prädikat besonders wertvoll – Der ‚Heimatfilm‘ fügt sich zu einem markanten filmischen Sittenbild der DDR. Es ist keine grelle, plakative Zeichnung, kein Gestus hysterischer Polemik oder ein Baden in Betroffenheiten. Es ist ein eher stilles, grüblerisches Nachdenken, ein Nachdenken über innere Befindlichkeiten, die das System überlebt haben. Die ‚Enge‘ des Boxhagener Platzes ist keine Enge des Films. Der Film öffnet Räume der Assoziationen und Reflexionen. Er gibt z. B. Anlass, über Adornos berühmten Satz »Es gibt kein richtiges Leben im falschen« zu meditieren.“

„Geschonneck entwirft ein Tableau des Alltags mit Herz aber ohne Herzigkeit und ohne Ostalgie, einen Generationen-Gegensatz zu Leander Haußmanns ausgelassener Sonnenallee. Am Ende weiß der Zuschauer viel über die politische Situation, aber noch mehr über die Baustellen des Lebens und die Lust auf Liebe, vor der auch Alter und Falten nicht schützen. Der couragierten Gudrun Ritter und dem fein-eleganten Michael Gwisdek möchte man stundenlang zugucken und zuhören in diesem Heimatfilm, der auch ohne konventionelles Happy End rundum glücklich macht.“

## Hintergrund
- Der Film spielt im Jahr 1968 am und um den Boxhagener Platz, wurde allerdings nicht am Originalschauplatz, sondern unter anderem in den Außenkulissen auf dem Freigelände des Studio Babelsberg in Potsdam gedreht,[5] da sich der Boxhagener Platz nach über 40 Jahren zu sehr verändert hatte.
- 2004 erschienen der Roman Boxhagener Platz von Torsten Schulz und 2005 das entsprechende Hörspiel im Ullstein Verlag.
- Die Bemerkung von Karl Wegner: „Goebbels und Ulbricht standen gemeinsam auf einer Tribüne.“, die später Holger in der Schule Ärger bereitet, bezieht sich auf den Streik bei der Berliner Verkehrsgesellschaft 1932.

## Auszeichnungen
2011 erhielt Meret Becker eine Nominierung für den Deutschen Filmpreis als Beste Nebendarstellerin.